# Home (Nosaj Thing)
Home è il secondo album in studio del musicista statunitense Nosaj Thing, pubblicato il 22 gennaio 2013 dalla Innovative Leisure.

## Tracce
1. Home – 2:39
2. Eclipse/Blue (featuring Kazu Makino) – 4:29
3. Safe – 3:48
4. Glue – 4:18
5. Distance – 3:16
6. Tell – 2:50
7. Snap – 3:26
8. Prelude – 1:41
9. Try (featuring Toro y Moi) – 4:02
10. Phase III – 3:23
11. Light 3 – 2:43